# 24 uur van Le Mans 2006

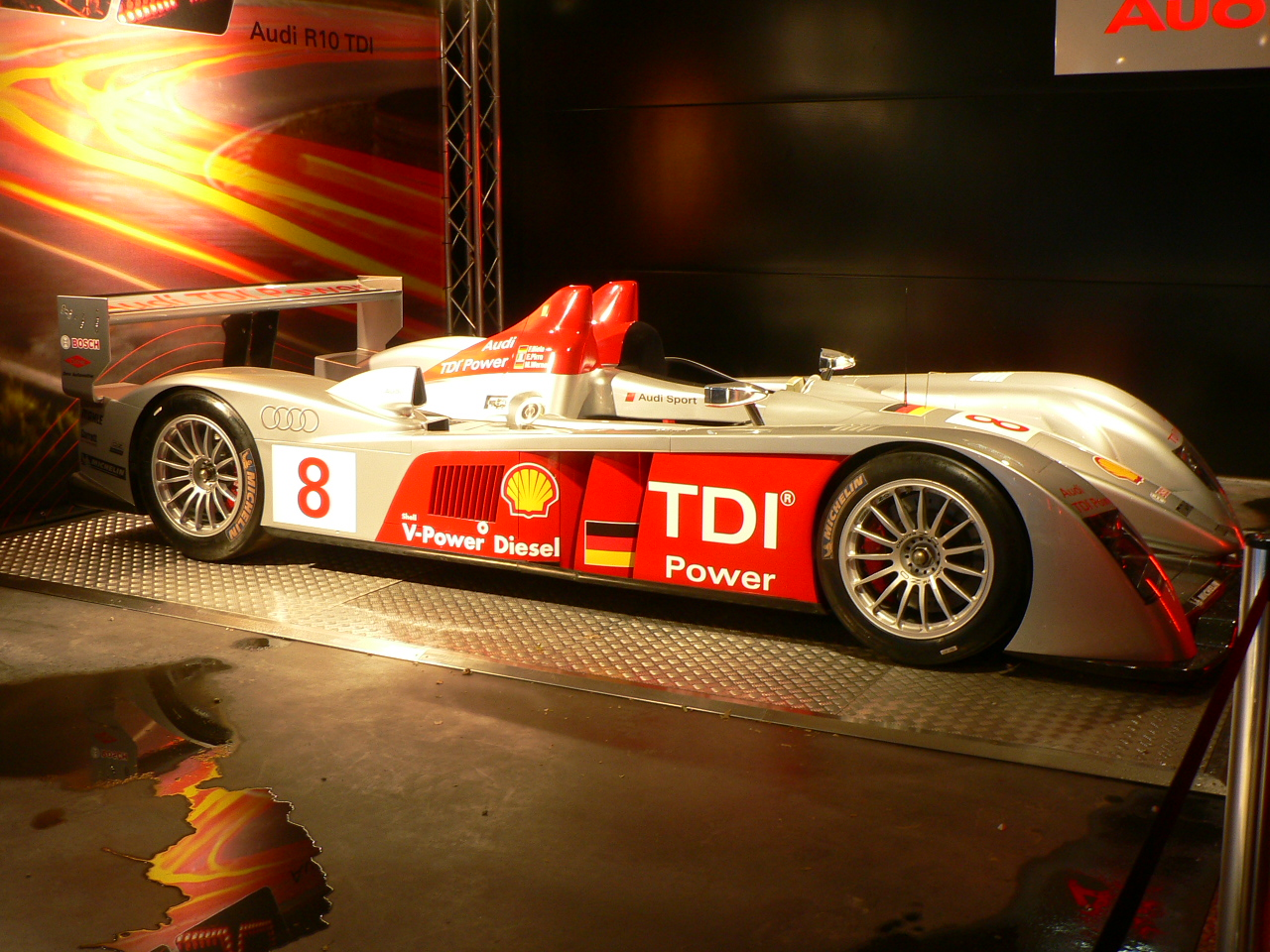
De Audi R10 van Audi Sport Team Joest, winnaar in de LMP1 klasse.

De 24 uur van Le Mans 2006 was de 74e editie van deze endurancerace. De race werd verreden op 17 en 18 juni 2006 op het Circuit de la Sarthe nabij Le Mans, Frankrijk.
De race werd gewonnen door de Audi Sport Joest Racing #8 van Frank Biela, Marco Werner en Emanuele Pirro. Voor Werner was het zijn tweede overwinning, terwijl Pirro en Biela allebei hun vierde zege boekten. Het was de eerste keer dat de race door een auto met dieselmotor werd gewonnen. De LMP2-klasse werd gewonnen door de Ray Mallock Ltd. (RML) #25 van Mike Newton, Thomas Erdos en Andy Wallace. De GT1-klasse werd gewonnen door de Corvette Racing #64 van Oliver Gavin, Olivier Beretta en Jan Magnussen. De GT2-klasse werd gewonnen door de Team LNT #81 van Lawrence Tomlinson, Tom Kimber-Smith en Richard Dean.

## Deelnemers

### LMP1
| Nr. | Team                                | Coureurs                                          |
| --- | ----------------------------------- | ------------------------------------------------- |
| 2   | Zytek Engineering Team Essex Invest | John Nielsen Casper Elgaard Philip Andersen       |
| 5   | Swiss Spirit                        | Harold Primat Marcel Fässler Philipp Peter        |
| 6   | Lister Storm Racing                 | Gavin Pickering Nicolas Kiesa Jens Reno Møller    |
| 7   | Audi Sport Team Joest               | Rinaldo Capello Tom Kristensen Allan McNish       |
| 8   | Audi Sport Team Joest               | Frank Biela Marco Werner Emanuele Pirro           |
| 9   | Creation Autosportif Ltd.           | Felipe Ortiz Beppe Gabbiani Jamie Campbell-Walter |
| 12  | Courage Compétition                 | Sam Hancock Alexander Frei Gregor Fisken          |
| 13  | Courage Compétition                 | Shinji Nakano Jean-Marc Gounon Haruki Kurosawa    |
| 14  | Racing for Holland                  | Jan Lammers Alex Yoong Stefan Johansson           |
| 16  | Pescarolo Sport                     | Emmanuel Collard Érik Comas Nicolas Minassian     |
| 17  | Pescarolo Sport                     | Sébastien Loeb Éric Hélary Franck Montagny        |
| 19  | Chamberlain-Synergy Motorsport      | Bob Berridge Gareth Evans Peter Owen              |

### LMP2
| Nr. | Team                                                        | Coureurs                                           |
| --- | ----------------------------------------------------------- | -------------------------------------------------- |
| 20  | Pir Competition                                             | Marc Rostan Simon Pullan Chris MacAllister         |
| 22  | Rollcentre Racing                                           | Martin Short João Barbosa Stuart Moseley           |
| 24  | Binnie Motorsports                                          | William Binnie Yojiro Terada Allen Timpany         |
| 25  | Ray Mallock Ltd. (RML)                                      | Mike Newton Thomas Erdos Andy Wallace              |
| 27  | Miracle Motorsports                                         | Andy Lally John Macaluso Ian James                 |
| 30  | Gerard Welter                                               | Patrice Roussel Frédéric Hauchard Julien Briché    |
| 32  | Barazi-Epsilon                                              | Juan Barazi Michael Vergers Neil Cunningham        |
| 33  | Intersport Racing                                           | Clint Field Liz Halliday Duncan Dayton             |
| 35  | G-Force Racing                                              | Franck Hahn Jean-François Leroch Ed Morris         |
| 36  | Paul Belmondo Racing                                        | Claude-Yves Gosselin Karim Ojjeh Pierre Ragues     |
| 37  | Paul Belmondo Racing                                        | Jean-Bernard Bouvet Didier André Yann Clairay      |
| 39  | Chamberlain-Synergy Motorsport ASM Team Racing for Portugal | Miguel Amaral Warren Hughes Miguel Ángel de Castro |

### GT1
| Nr. | Team                                 | Coureurs                                                |
| --- | ------------------------------------ | ------------------------------------------------------- |
| 007 | Aston Martin Racing                  | Tomáš Enge Darren Turner Andrea Piccini                 |
| 009 | Aston Martin Racing                  | Pedro Lamy Stéphane Sarrazin Stéphane Ortelli           |
| 50  | Larbre Compétition                   | Patrick Bornhauser Jean-Luc Blanchemain Gabriele Gardel |
| 53  | JLOC Isao Noritake                   | Marco Apicella Koji Yamanishi Yasutaka Hinoi            |
| 61  | Russian Age Racing Cirtek Motorsport | Tim Sugden Nigel Smith Christian Vann                   |
| 62  | Russian Age Racing Team Modena       | Antonio García David Brabham Nelson Piquet jr.          |
| 63  | Corvette Racing                      | Ron Fellows Johnny O'Connell Max Papis                  |
| 64  | Corvette Racing                      | Oliver Gavin Olivier Beretta Jan Magnussen              |
| 66  | ACEMCO Motorsports                   | Johnny Mowlem Terry Borcheller Christian Fittipaldi     |
| 67  | Convers MenX Team                    | Aleksej Vasiljev Robert Pergl Peter Kox                 |
| 69  | BMS Scuderia Italia                  | Fabrizio Gollin Fabio Babini Christian Pescatori        |
| 72  | Luc Alphand Aventures                | Luc Alphand Patrice Goueslard Jérôme Policand           |

### GT2
| Nr. | Team                                   | Coureurs                                               |
| --- | -------------------------------------- | ------------------------------------------------------ |
| 73  | Gordon Racing Team Ice Pol Racing Team | Yves-Emmanuel Lambert Christian Lefort Romain Iannetta |
| 76  | IMSA Performance Matmut                | Raymond Narac Luca Riccitelli Romain Dumas             |
| 77  | Multimatic Motorsport Team Panoz       | Gunnar Jeannette Scott Maxwell Tommy Milner            |
| 80  | Flying Lizard Motorsports              | Johannes van Overbeek Patrick Long Seth Neiman         |
| 81  | Team LNT                               | Lawrence Tomlinson Tom Kimber-Smith Richard Dean       |
| 83  | Seikel Motorsport Farnbacher Racing    | Lars-Erik Nielsen Pierre Ehret Dominik Farnbacher      |
| 85  | Spyker Squadron b.v.                   | Donny Crevels Peter Dumbreck Tom Coronel               |
| 86  | Spyker Squadron b.v.                   | Jeroen Bleekemolen Mike Hezemans Jonny Kane            |
| 87  | Scuderia Ecosse                        | Andrew Kirkaldy Chris Niarchos Tim Mullen              |
| 89  | Sebah Automotive Ltd.                  | Christian Ried Xavier Pompidou Thorkild Thyrring       |
| 90  | White Lightning Racing Krohn Racing    | Jörg Bergmeister Niclas Jönsson Tracy Krohn            |
| 91  | T2M Motorsport                         | Yutaka Yamagishi Jean-René de Fournoux Miro Konopka    |
| 93  | Team Taisan Advan                      | Kazuyuki Nishizawa Shinichi Yamaji Philip Collin       |
| 98  | Noël del Bello Racing                  | Adam Sharpe Patrick Bourdais Tom Cloet                 |

## Race
Winnaars in hun klasse zijn vetgedrukt.
- Auto's die minder dan 70% van de afstand van de winnaar (266 ronden) hadden afgelegd en auto's die de laatste ronde niet waren gefinisht, werden niet geklasseerd.

| Pos. | Klasse | No. | Team                                                        | Coureurs                                                | Chassis                          | Banden | Ronden |
| Pos. | Klasse | No. | Team                                                        | Coureurs                                                | Motor                            | Banden | Ronden |
| ---- | ------ | --- | ----------------------------------------------------------- | ------------------------------------------------------- | -------------------------------- | ------ | ------ |
| 1    | LMP1   | 8   | Audi Sport Team Joest                                       | Frank Biela Marco Werner Emanuele Pirro                 | Audi R10 TDI                     | M      | 380    |
| 1    | LMP1   | 8   | Audi Sport Team Joest                                       | Frank Biela Marco Werner Emanuele Pirro                 | Audi TDI 5.5L Turbo V12 (Diesel) | M      | 380    |
| 2    | LMP1   | 17  | Pescarolo Sport                                             | Sébastien Loeb Éric Hélary Franck Montagny              | Pescarolo C60 Hybrid             | M      | 376    |
| 2    | LMP1   | 17  | Pescarolo Sport                                             | Sébastien Loeb Éric Hélary Franck Montagny              | Judd GV5 S2 5.0L V10             | M      | 376    |
| 3    | LMP1   | 7   | Audi Sport Team Joest                                       | Rinaldo Capello Tom Kristensen Allan McNish             | Audi R10 TDI                     | M      | 367    |
| 3    | LMP1   | 7   | Audi Sport Team Joest                                       | Rinaldo Capello Tom Kristensen Allan McNish             | Audi TDI 5.5L Turbo V12 (Diesel) | M      | 367    |
| 4    | GT1    | 64  | Corvette Racing                                             | Oliver Gavin Olivier Beretta Jan Magnussen              | Chevrolet Corvette C6.R          | M      | 355    |
| 4    | GT1    | 64  | Corvette Racing                                             | Oliver Gavin Olivier Beretta Jan Magnussen              | Chevrolet LS7R 7.0L V8           | M      | 355    |
| 5    | LMP1   | 16  | Pescarolo Sport                                             | Emmanuel Collard Érik Comas Nicolas Minassian           | Pescarolo C60 Hybrid             | M      | 352    |
| 5    | LMP1   | 16  | Pescarolo Sport                                             | Emmanuel Collard Érik Comas Nicolas Minassian           | Judd GV5 S2 5.0L V10             | M      | 352    |
| 6    | GT1    | 007 | Aston Martin Racing                                         | Tomáš Enge Darren Turner Andrea Piccini                 | Aston Martin DBR9                | M      | 350    |
| 6    | GT1    | 007 | Aston Martin Racing                                         | Tomáš Enge Darren Turner Andrea Piccini                 | Aston Martin 6.0L V12            | M      | 350    |
| 7    | GT1    | 72  | Luc Alphand Aventures                                       | Luc Alphand Patrice Goueslard Jérôme Policand           | Chevrolet Corvette C5-R          | M      | 346    |
| 7    | GT1    | 72  | Luc Alphand Aventures                                       | Luc Alphand Patrice Goueslard Jérôme Policand           | Chevrolet LS7R 7.0L V8           | M      | 346    |
| 8    | LMP2   | 25  | Ray Mallock Ltd. (RML)                                      | Mike Newton Thomas Erdos Andy Wallace                   | MG-Lola EX264                    | M      | 343    |
| 8    | LMP2   | 25  | Ray Mallock Ltd. (RML)                                      | Mike Newton Thomas Erdos Andy Wallace                   | AER P07 2.0L Turbo I4            | M      | 343    |
| 9    | GT1    | 62  | Russian Age Racing Team Modena                              | Antonio García David Brabham Nelson Piquet jr.          | Aston Martin DBR9                | M      | 343    |
| 9    | GT1    | 62  | Russian Age Racing Team Modena                              | Antonio García David Brabham Nelson Piquet jr.          | Aston Martin 6.0L V12            | M      | 343    |
| 10   | GT1    | 009 | Aston Martin Racing                                         | Pedro Lamy Stéphane Sarrazin Stéphane Ortelli           | Aston Martin DBR9                | M      | 342    |
| 10   | GT1    | 009 | Aston Martin Racing                                         | Pedro Lamy Stéphane Sarrazin Stéphane Ortelli           | Aston Martin 6.0L V12            | M      | 342    |
| 11   | GT1    | 66  | ACEMCO Motorsports                                          | Johnny Mowlem Terry Borcheller Christian Fittipaldi     | Saleen S7-R                      | M      | 337    |
| 11   | GT1    | 66  | ACEMCO Motorsports                                          | Johnny Mowlem Terry Borcheller Christian Fittipaldi     | Ford 7.0L V8                     | M      | 337    |
| 12   | GT1    | 63  | Corvette Racing                                             | Ron Fellows Johnny O'Connell Max Papis                  | Chevrolet Corvette C6.R          | M      | 327    |
| 12   | GT1    | 63  | Corvette Racing                                             | Ron Fellows Johnny O'Connell Max Papis                  | Chevrolet LS7R 7.0L V8           | M      | 327    |
| 13   | LMP2   | 24  | Binnie Motorsports                                          | William Binnie Yojiro Terada Allen Timpany              | Lola B05/42                      | M      | 326    |
| 13   | LMP2   | 24  | Binnie Motorsports                                          | William Binnie Yojiro Terada Allen Timpany              | Zytek ZG348 3.4L V8              | M      | 326    |
| 14   | LMP2   | 27  | Miracle Motorsports                                         | Andy Lally John Macaluso Ian James                      | Courage C65                      | K      | 324    |
| 14   | LMP2   | 27  | Miracle Motorsports                                         | Andy Lally John Macaluso Ian James                      | AER P07 2.0L Turbo I4            | K      | 324    |
| 15   | GT2    | 81  | Team LNT                                                    | Lawrence Tomlinson Tom Kimber-Smith Richard Dean        | Panoz Esperante GT-LM            | P      | 321    |
| 15   | GT2    | 81  | Team LNT                                                    | Lawrence Tomlinson Tom Kimber-Smith Richard Dean        | Ford (Élan) 5.0L V8              | P      | 321    |
| 16   | GT2    | 83  | Seikel Motorsport Farnbacher Racing                         | Lars-Erik Nielsen Pierre Ehret Dominik Farnbacher       | Porsche 911 GT3-RS               | Y      | 320    |
| 16   | GT2    | 83  | Seikel Motorsport Farnbacher Racing                         | Lars-Erik Nielsen Pierre Ehret Dominik Farnbacher       | Porsche 3.6L Flat-6              | Y      | 320    |
| 17   | GT2    | 87  | Scuderia Ecosse                                             | Andrew Kirkaldy Chris Niarchos Tim Mullen               | Ferrari F430GT                   | M      | 311    |
| 17   | GT2    | 87  | Scuderia Ecosse                                             | Andrew Kirkaldy Chris Niarchos Tim Mullen               | Ferrari F136 4.0L V8             | M      | 311    |
| 18   | GT2    | 80  | Flying Lizard Motorsports                                   | Johannes van Overbeek Patrick Long Seth Neiman          | Porsche 911 GT3-RSR              | M      | 309    |
| 18   | GT2    | 80  | Flying Lizard Motorsports                                   | Johannes van Overbeek Patrick Long Seth Neiman          | Porsche 3.6L Flat-6              | M      | 309    |
| 19   | LMP2   | 33  | Intersport Racing                                           | Clint Field Liz Halliday Duncan Dayton                  | Lola B05/40                      | G      | 297    |
| 19   | LMP2   | 33  | Intersport Racing                                           | Clint Field Liz Halliday Duncan Dayton                  | AER P07 2.0L Turbo I4            | G      | 297    |
| 20   | LMP2   | 22  | Rollcentre Racing                                           | Martin Short João Barbosa Stuart Moseley                | Radical SR9                      | D      | 294    |
| 20   | LMP2   | 22  | Rollcentre Racing                                           | Martin Short João Barbosa Stuart Moseley                | Judd XV675 3.4L V8               | D      | 294    |
| 21   | LMP2   | 32  | Barazi-Epsilon                                              | Juan Barazi Michael Vergers Neil Cunningham             | Courage C65                      | M      | 294    |
| 21   | LMP2   | 32  | Barazi-Epsilon                                              | Juan Barazi Michael Vergers Neil Cunningham             | AER P07 2.0L Turbo I4            | M      | 294    |
| 22   | GT2    | 93  | Team Taisan Advan                                           | Kazuyuki Nishizawa Shinichi Yamaji Philip Collin        | Porsche 911 GT3-RS               | Y      | 291    |
| 22   | GT2    | 93  | Team Taisan Advan                                           | Kazuyuki Nishizawa Shinichi Yamaji Philip Collin        | Porsche 3.6L Flat-6              | Y      | 291    |
| 23   | GT2    | 73  | Gordon Racing Team Ice Pol Racing Team                      | Yves-Emmanuel Lambert Christian Lefort Romain Iannetta  | Porsche 911 GT3-RSR              | D      | 282    |
| 23   | GT2    | 73  | Gordon Racing Team Ice Pol Racing Team                      | Yves-Emmanuel Lambert Christian Lefort Romain Iannetta  | Porsche 3.8L Flat-6              | D      | 282    |
| 24   | LMP1   | 2   | Zytek Engineering Team Essex Invest                         | John Nielsen Casper Elgaard Philip Andersen             | Zytek 06S                        | M      | 269    |
| 24   | LMP1   | 2   | Zytek Engineering Team Essex Invest                         | John Nielsen Casper Elgaard Philip Andersen             | Zytek ZB408 4.0L V8              | M      | 269    |
| 25   | LMP1   | 19  | Chamberlain-Synergy Motorsport                              | Bob Berridge Gareth Evans Peter Owen                    | Lola B06/10                      | D      | 267    |
| 25   | LMP1   | 19  | Chamberlain-Synergy Motorsport                              | Bob Berridge Gareth Evans Peter Owen                    | AER P32T 3.6L Turbo V8           | D      | 267    |
| NC   | LMP2   | 20  | Pir Competition                                             | Marc Rostan Simon Pullan Chris MacAllister              | Pilbeam MP93                     | M      | 244    |
| NC   | LMP2   | 20  | Pir Competition                                             | Marc Rostan Simon Pullan Chris MacAllister              | Judd XV675 3.4L V8               | M      | 244    |
| NC   | GT1    | 53  | JLOC Isao Noritake                                          | Marco Apicella Koji Yamanishi Yasutaka Hinoi            | Lamborghini Murciélago R-GT      | P      | 283    |
| NC   | GT1    | 53  | JLOC Isao Noritake                                          | Marco Apicella Koji Yamanishi Yasutaka Hinoi            | Lamborghini L535 6.0L V12        | P      | 283    |
| DNF  | GT2    | 89  | Sebah Automotive Ltd.                                       | Christian Ried Xavier Pompidou Thorkild Thyrring        | Porsche 911 GT3-RSR              | D      | 256    |
| DNF  | GT2    | 89  | Sebah Automotive Ltd.                                       | Christian Ried Xavier Pompidou Thorkild Thyrring        | Porsche 3.6L Flat-6              | D      | 256    |
| DNF  | LMP1   | 9   | Creation Autosportif Ltd.                                   | Felipe Ortiz Beppe Gabbiani Jamie Campbell-Walter       | Creation CA06/H                  | M      | 240    |
| DNF  | LMP1   | 9   | Creation Autosportif Ltd.                                   | Felipe Ortiz Beppe Gabbiani Jamie Campbell-Walter       | Judd GV5 S2 5.0L V10             | M      | 240    |
| DNF  | GT1    | 50  | Larbre Compétition                                          | Patrick Bornhauser Jean-Luc Blanchemain Gabriele Gardel | Ferrari 550-GTS Maranello        | M      | 222    |
| DNF  | GT1    | 50  | Larbre Compétition                                          | Patrick Bornhauser Jean-Luc Blanchemain Gabriele Gardel | Ferrari F133 5.9L V12            | M      | 222    |
| DNF  | GT2    | 76  | IMSA Performance Matmut                                     | Raymond Narac Luca Riccitelli Romain Dumas              | Porsche 911 GT3-RSR              | M      | 211    |
| DNF  | GT2    | 76  | IMSA Performance Matmut                                     | Raymond Narac Luca Riccitelli Romain Dumas              | Porsche 3.8L Flat-6              | M      | 211    |
| DNF  | GT2    | 86  | Spyker Squadron b.v.                                        | Jeroen Bleekemolen Mike Hezemans Jonny Kane             | Spyker C8 Spyder GT2-R           | M      | 202    |
| DNF  | GT2    | 86  | Spyker Squadron b.v.                                        | Jeroen Bleekemolen Mike Hezemans Jonny Kane             | Audi 3.8L V8                     | M      | 202    |
| DNF  | GT1    | 67  | Convers MenX Team                                           | Aleksej Vasiljev Robert Pergl Peter Kox                 | Ferrari 550-GTS Maranello        | M      | 196    |
| DNF  | GT1    | 67  | Convers MenX Team                                           | Aleksej Vasiljev Robert Pergl Peter Kox                 | Ferrari F133 5.9L V12            | M      | 196    |
| DNF  | GT2    | 91  | T2M Motorsport                                              | Yutaka Yamagishi Jean-René de Fournoux Miro Konopka     | Porsche 911 GT3-RS               | D      | 196    |
| DNF  | GT2    | 91  | T2M Motorsport                                              | Yutaka Yamagishi Jean-René de Fournoux Miro Konopka     | Porsche 3.6L Flat-6              | D      | 196    |
| DNF  | LMP2   | 39  | Chamberlain-Synergy Motorsport ASM Team Racing for Portugal | Miguel Amaral Warren Hughes Miguel Ángel de Castro      | Lola B05/40                      | D      | 196    |
| DNF  | LMP2   | 39  | Chamberlain-Synergy Motorsport ASM Team Racing for Portugal | Miguel Amaral Warren Hughes Miguel Ángel de Castro      | AER P07 2.0L Turbo I4            | D      | 196    |
| DNF  | LMP1   | 6   | Lister Storm Racing                                         | Gavin Pickering Nicolas Kiesa Jens Reno Møller          | Lister Storm LMP Hybrid          | D      | 192    |
| DNF  | LMP1   | 6   | Lister Storm Racing                                         | Gavin Pickering Nicolas Kiesa Jens Reno Møller          | Chevrolet LS1 6.0L V8            | D      | 192    |
| DNF  | LMP1   | 14  | Racing for Holland                                          | Jan Lammers Alex Yoong Stefan Johansson                 | Dome S101Hb                      | D      | 182    |
| DNF  | LMP1   | 14  | Racing for Holland                                          | Jan Lammers Alex Yoong Stefan Johansson                 | Judd GV5 5.0L V10                | D      | 182    |
| DNF  | LMP1   | 12  | Courage Compétition                                         | Sam Hancock Alexander Frei Gregor Fisken                | Courage LC70                     | Y      | 171    |
| DNF  | LMP1   | 12  | Courage Compétition                                         | Sam Hancock Alexander Frei Gregor Fisken                | Mugen MF458S 4.5L V8             | Y      | 171    |
| DNF  | GT2    | 90  | White Lightning Racing Krohn Racing                         | Jörg Bergmeister Niclas Jönsson Tracy Krohn             | Porsche 911 GT3-RSR              | M      | 148    |
| DNF  | GT2    | 90  | White Lightning Racing Krohn Racing                         | Jörg Bergmeister Niclas Jönsson Tracy Krohn             | Porsche 3.6L Flat-6              | M      | 148    |
| DNF  | LMP2   | 30  | Gerard Welter                                               | Patrice Roussel Frédéric Hauchard Julien Briché         | WR LMP04                         | P      | 134    |
| DNF  | LMP2   | 30  | Gerard Welter                                               | Patrice Roussel Frédéric Hauchard Julien Briché         | Peugeot 2.0L Turbo I4            | P      | 134    |
| DNF  | LMP1   | 5   | Swiss Spirit                                                | Harold Primat Marcel Fässler Philipp Peter              | Courage LC70                     | M      | 132    |
| DNF  | LMP1   | 5   | Swiss Spirit                                                | Harold Primat Marcel Fässler Philipp Peter              | Judd GV5 S2 5.0L V10             | M      | 132    |
| DNF  | GT1    | 61  | Russian Age Racing Cirtek Motorsport                        | Tim Sugden Nigel Smith Christian Vann                   | Ferrari 550-GTS Maranello        | M      | 124    |
| DNF  | GT1    | 61  | Russian Age Racing Cirtek Motorsport                        | Tim Sugden Nigel Smith Christian Vann                   | Ferrari F133 5.9L V12            | M      | 124    |
| DNF  | GT2    | 98  | Noël del Bello Racing                                       | Adam Sharpe Patrick Bourdais Tom Cloet                  | Porsche 911 GT3-RSR              | M      | 115    |
| DNF  | GT2    | 98  | Noël del Bello Racing                                       | Adam Sharpe Patrick Bourdais Tom Cloet                  | Porsche 3.6L Flat-6              | M      | 115    |
| DNF  | LMP2   | 36  | Paul Belmondo Racing                                        | Claude-Yves Gosselin Karim Ojjeh Pierre Ragues          | Courage C65                      | M      | 84     |
| DNF  | LMP2   | 36  | Paul Belmondo Racing                                        | Claude-Yves Gosselin Karim Ojjeh Pierre Ragues          | Ford (Mecachrome) 3.4L V8        | M      | 84     |
| DNF  | LMP2   | 37  | Paul Belmondo Racing                                        | Jean-Bernard Bouvet Didier André Yann Clairay           | Courage C65                      | M      | 48     |
| DNF  | LMP2   | 37  | Paul Belmondo Racing                                        | Jean-Bernard Bouvet Didier André Yann Clairay           | Ford (Mecachrome) 3.4L V8        | M      | 48     |
| DNF  | LMP2   | 35  | G-Force Racing                                              | Franck Hahn Jean-François Leroch Ed Morris              | Courage C65                      | D      | 47     |
| DNF  | LMP2   | 35  | G-Force Racing                                              | Franck Hahn Jean-François Leroch Ed Morris              | Judd XV675 3.4L V8               | D      | 47     |
| DNF  | GT2    | 85  | Spyker Squadron b.v.                                        | Donny Crevels Peter Dumbreck Tom Coronel                | Spyker C8 Spyder GT2-R           | M      | 40     |
| DNF  | GT2    | 85  | Spyker Squadron b.v.                                        | Donny Crevels Peter Dumbreck Tom Coronel                | Audi 3.8L V8                     | M      | 40     |
| DNF  | LMP1   | 13  | Courage Compétition                                         | Shinji Nakano Jean-Marc Gounon Haruki Kurosawa          | Courage LC70                     | Y      | 35     |
| DNF  | LMP1   | 13  | Courage Compétition                                         | Shinji Nakano Jean-Marc Gounon Haruki Kurosawa          | Mugen MF458S 4.5L V8             | Y      | 35     |
| DNF  | GT2    | 77  | Multimatic Motorsport Team Panoz                            | Gunnar Jeannette Scott Maxwell Tommy Milner             | Panoz Esperante GT-LM            | P      | 34     |
| DNF  | GT2    | 77  | Multimatic Motorsport Team Panoz                            | Gunnar Jeannette Scott Maxwell Tommy Milner             | Ford (Élan) 5.0L V8              | P      | 34     |
| DNF  | GT1    | 69  | BMS Scuderia Italia                                         | Fabrizio Gollin Fabio Babini Christian Pescatori        | Aston Martin DBR9                | P      | 3      |
| DNF  | GT1    | 69  | BMS Scuderia Italia                                         | Fabrizio Gollin Fabio Babini Christian Pescatori        | Aston Martin 6.0L V12            | P      | 3      |

1923 · 1924 · 1925 · 1926 · 1927 · 1928 · 1929 · 1930 · 1931 · 1932 · 1933 · 1934 · 1935 · 1936 · 1937 · 1938 · 1939 · 1940 - 1948 · 1949 · 1950 · 1951 · 1952 · 1953 · 1954 · 1955 (Ramp) · 1956 · 1957 · 1958 · 1959 · 1960 · 1961 · 1962 · 1963 · 1964 · 1965 · 1966 · 1967 · 1968 · 1969 · 1970 · 1971 · 1972 · 1973 · 1974 · 1975 · 1976 · 1977 · 1978 · 1979 · 1980 · 1981 · 1982 · 1983 · 1984 · 1985 · 1986 · 1987 · 1988 · 1989 · 1990 · 1991 · 1992 · 1993 · 1994 · 1995 · 1996 · 1997 · 1998 · 1999 · 2000 · 2001 · 2002 · 2003 · 2004 · 2005 · 2006 · 2007 · 2008 · 2009 · 2010 · 2011 · 2012 · 2013 · 2014 · 2015 · 2016 · 2017 · 2018 · 2019 · 2020 · 2021 · 2022 · 2023 · 2024